# Bahia Challenger 1981
Il Bahia Challenger 1981 è stato un torneo di tennis facente parte della categoria ATP Challenger Series nell'ambito dell'ATP Challenger Series 1981. Il torneo si è giocato a Bahia in Brasile dal 30 novembre al 6 dicembre 1981 su campi in terra rossa.

## Vincitori

### Singolare
Pat Du Pré ha battuto in finale  João Soares con il punteggio di 5–7, 7–6, 6–4

### Doppio
Carlos Kirmayr /  Cássio Motta hanno battuto in finale  Pat Du Pré /  Mel Purcell con il punteggio di 7–6, 6–4